# Мужчине живётся трудно. Фильм 20: Держись, Торадзиро!
«Мужчине живётся трудно. Фильм 20: Держись, Торадзиро!» (яп. 男はつらいよ　寅次郎頑張れ！, Отоко-ва цурай ё: Торадзиро, ганбарэ!; англ. Tora-san Plays Cupid (Tora-san 20) — японская комедия режиссёра Ёдзи Ямады, вышедшая на экраны в 1977 году. 20-й фильм популярного в Японии киносериала о комичных злоключениях незадачливого чудака Торадзиро Курума, или по-простому Тора-сана. По результатам проката фильм посмотрели 1 млн. 881 тыс. японских зрителей. На 1-й церемонии вручения премий Японской академии фильм был отмечен премиями за лучшую режиссуру (ex aequo: «Жёлтый платочек счастья» и «Мужчине живётся трудно. Фильм 19: Торадзиро и барин») и лучший сценарий (ex aequo: «Жёлтый платочек счастья» и «Мужчине живётся трудно. Фильм 19: Торадзиро и барин»).

## Сюжет
Странствующий торговец вразнос Тора-сан возвращается домой в Кацусику, где его встречают дядя Тацудзо, тётя Цунэ и сестра Сакура. Однако, пока Тора-сан странствовал, в его комнату пустили квартиранта, электромонтёра Рёскэ, известного также по прозвищу господин Ватт. Дядя и тётя владеют магазином сладостей и так как недавно они были осаждены конкурирующими торговцами, они заказали своему квартиранту Рёскэ сделать для них табличку с надписью «Торговцам вход воспрещён», вывешенную непосредственно перед магазином. И, конечно, возвратившийся Торадзиро воспринимает это как атаку на него (ведь он же тоже торговец) и почти сразу Тора и Рёскэ вгрызаются в горло друг к другу.
Тем не менее, они вскоре подружатся и вместе посетят салон игровых автоматов Патинко. Тора-сан узнаёт, что застенчивый, неуклюжий Рёскэ влюблён в официантку Сатико и ежедневно наведывается в ресторан где она работает. Поскольку Рёскэ ещё более неуклюж и толст, нежели Тора-сан, торговец берёт его под свою опеку, решив соединить молодых влюблённых. Естественно, советы Тора-сана только усугубляют ситуацию, приведя к самым катастрофическим последствиям. Рёскэ теряет надежду и даже пытается лишить себя жизни. Когда попытка самоубийства не удалась, он уезжает в свой родной городок Хирадо (вблизи Нагасаки). Тора-сан следует за ним и влюбляется в сестру Рёскэ, Фудзико.

## В ролях
- Киёси Ацуми — Торадзиро Курума (или Тора-сан)
- Тиэко Байсё — Сакура, сестра Торадзиро
- Сихо Фудзимура — Фудзико Симада
- Масатоси Накамура — Рёскэ Симада
- Синобу Отакэ — Сатико Фукумура
- Гин Маэда — Хироси, муж Сакуры
- Масами Симодзё — Тацудзо Курума, дядя Тора-сана
- Тиэко Мисаки — Цунэ Курума, тётя Тора-сана
- Хисао Дадзай — Умэтаро, босс Хироси
- Тисю Рю — Годзэн-сама, буддистский священник
- Гадзиро Сато — Гэн
- Хаято Накамура — Мицуо Сува, сын Сакуры и Хироси, племянник Тора-сана
- Масаканэ Ёнэкура — сотрудник полиции
- Сэнри Сакураи — католический священник
- Кин Исии — капитан корабля
- Ёсио Ёсида — староста туристической группы
- Мари Окамото — одна из туристок

## Премьеры
- — национальная премьера фильма состоялась 29 декабря 1977 года в Токио[1].

## Награды и номинации
Премия Японской киноакадемии
- 1-я церемония вручения премии (1978)[3]

Победа:
- лучший режиссёр — Ёдзи Ямада (ex aequo: «Жёлтый платочек счастья» и «Мужчине живётся трудно. Фильм 19: Торадзиро и барин»)
- лучший сценарий — Ёситака Асама, Ёдзи Ямада (ex aequo: «Жёлтый платочек счастья» и «Мужчине живётся трудно. Фильм 19: Торадзиро и барин»)

Номинации:
- лучший актёр — Киёси Ацуми (ex aequo: «Мужчине живётся трудно. Фильм 19: Торадзиро и барин» и «Деревня восьми могил»)
- лучшая актриса — Тиэко Байсё (ex aequo: «Жёлтый платочек счастья» и «Мужчине живётся трудно. Фильм 19: Торадзиро и барин»)
- лучшая актриса второго плана — Синобу Отакэ (ex aequo: «Врата молодости. Независимость»)

- Премия журнала «Кинэма Дзюмпо» (1979)

- Фильм выдвигался на премию «Кинэма Дзюмпо» в номинации за лучший фильм 1978 года, однако по результатам голосования занял лишь 14-е место.